# 9100 Tomohisa
9100 Tomohisa este un asteroid din centura principală de asteroizi.

## Descriere
9100 Tomohisa este un asteroid din centura principală de asteroizi. A fost descoperit pe 2 decembrie 1996 la Ōizumi de Takao Kobayashi. El prezintă o orbită caracterizată de o semiaxă mare de 2,41 ua, o excentricitate de 0,16 și o înclinație de 7,9° în raport cu ecliptica.